# The Daily Telegraph (Australia)
The Daily Telegraph (español: El telégrafo diario) es un periódico australiano en formato tabloide publicado en Sídney. Es propiedad de Nationwide News Limited, una división de News Corp Australia, anteriormente News Limited.
The Daily Telegraph se publica de lunes a sábado y está disponible en gran parte del estado de Nueva Gales del Sur, el Territorio de la Capital Australiana y el sureste del estado de Queensland. Su versión dominical es The Sunday Telegraph.
El 18 de noviembre de 2010, The Daily Telegraph lanzó su aplicación para iPad que permite a los usuarios ver una versión personalizada del sitio web.

## Historia
The Tele, como también se lo conoce, fue fundado en 1879. De 1936 a 1972, fue propiedad de Australian Consolidated Press. Ese año se vendió a News Limited (actualmente conocido como News Corp Australia).
El periódico tuvo formato grande hasta 1927, cuando cambió a un formato tabloide. El periódico volvió al formato grande en 1931, pero las restricciones de papel en tiempos de guerra lo vieron regresar al formato tabloide en 1942.
En octubre de 1990, se fusionó con su periódico hermano de la tarde The Daily Mirror para formar The Daily Telegraph-Mirror con ediciones matutinas y vespertinas. El nuevo periódico continuó en esta línea hasta enero de 1996 cuando la presión del lector por un título más corto causó que el nombre del periódico volviera a ser The Daily Telegraph, a pesar de las preocupaciones del personal de que los lectores de Mirror ahora se sentirían privados de sus derechos. El periódico continuó las ediciones de la mañana y la tarde hasta enero de 2002, cuando se suspendió la edición de la tarde.
La circulación del periódico durante el segundo trimestre de 2013 fue de 310.724 de lunes a viernes, el más grande de un periódico de Sídney. En el año fiscal 2013-14, disminuyó a 280,731.
Una encuesta realizada en 2013 por Essential Research descubrió que The Telegraph era, de los grandes periódicos australianos, el menos confiable, con el 41% de los encuestados expresando confianza en el periódico.

## Postura política
The Daily Telegraph se ha opuesto tradicionalmente al Partido Laborista Australiano, y es a menudo un partidario del Partido Liberal de Australia. Un titular de primera plana de 2013 decía del segundo mandato del primer ministro Kevin Rudd: "Finalmente, ahora tienes la oportunidad de echar a esta mafia". Los columnistas de alto perfil del periódico son predominantemente conservadores, incluidos Piers Akerman, Miranda Devine, Tim Blair y Andrew Bolt.
Una encuesta de credibilidad de medios realizada por Roy Morgan reveló que el 40 por ciento de los periodistas veían a los periódicos de News Limited como los medios de comunicación más partidistas de Australia, por delante de la ABC en un 25 por ciento. La encuesta encontró que los lectores tenían una visión generalmente débil de los periodistas. En respuesta a la pregunta "¿Qué periódicos crees que no informan las noticias de manera precisa y justa?", El Daily Telegraph quedó tercero (9%) detrás del Herald Sun (11%) y "Todos ellos" (16%).